# Hemianthus micranthus
Hemianthus micranthus là một loài thực vật có hoa trong họ Mã đề. Loài này được (Pursh) Pennell mô tả khoa học đầu tiên năm 1919.